# Reliable Asynchronous Transfer Protocol
Pour l’article homonyme, voir Régie autonome des transports parisiens.
Le Reliable Asynchronous Transfer Protocol (RATP) est un protocole de communication défini par la RFC 916.